# Уорд, Мэри Огаста
Мэ́ри Ога́ста Уо́рд (англ. Mary Augusta Ward, урождённая Арнольд; 11 июня 1851[…], Хобарт, Тасмания — 24 марта 1920[…], Лондон) — английская писательница, свои произведения подписывала как Mrs. Humphry Ward, под фамилией мужа — Томаса Уорда (англ. Thomas Humphry Ward). Также — общественная деятельница.

## Биография

Генеалогия семей Арнольд и Гексли

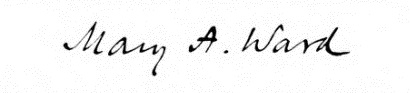
Подпись Мэри Уорд

Родилась 11 июня 1851 года в городе Хобарт, штат Тасмания, Австралия, в семье с культурными корнями: её отец — Том Арнольд, был профессором литературы, мать — Джулия Соррелл. Ее дядя Мэтью Арнольд был поэтом и литературоведом, а дедушка Томас Арнольд — знаменитым директор школы Рагби. Сестра Мэри — Джулия была замужем за писателем Леонардом Гексли, сыном английского учёного Томаса Гексли. Семьи Арнольд и Гексли имели важное влияние на британскую интеллектуальную среду.
Отец Том Арнольд 15 января 1850 года был назначен инспектором школ в Земле Ван-Димена (ныне Тасмания). Принадлежность к Католической церкви стала препятствием для его работы; в июле 1856 года он подал в отставку и уехал с семьёй в Англию. Более на Тасмании Мэри не появлялась. По приезде в Англию отец был утверждён на кафедре английской литературы в создаваемом университете Catholic university в Дублине. Из-за занятости родителей, девочка проводила много времени с бабушкой. В возрасте от 11 до 15 лет она обучалась в различных школах-интернатах графства Шропшир и в 16 лет вернулась к родителям в Оксфорд, где ее отец преподавал историю. Школьные годы Мэри легли в основу одного из ее поздних романов — «Marcella» (1894).
6 апреля 1872 года Мэри вышла замуж за Хэмфри Уорда, научного сотрудника и преподавателя оксфордского Брейсноуз колледжа, а также писателя. В течение следующих девяти лет она жили в Оксфорде; Мэри повышала свои знания во французском, немецком, итальянском, латинском и греческом языках, делала первые шаги в литературе. Прибавив к своему багажу испанский язык, в 1877 году она взялась за написание статей об испанских духовных лицах для словаря Dictionary of Christian Biography под редакцией Уильяма Смита и Генри Уэйса (англ. Henry Wace). В 1885 году она перевела произведение знаменитый «Дневник» («Journal») Анри-Фредерика Амьеля.

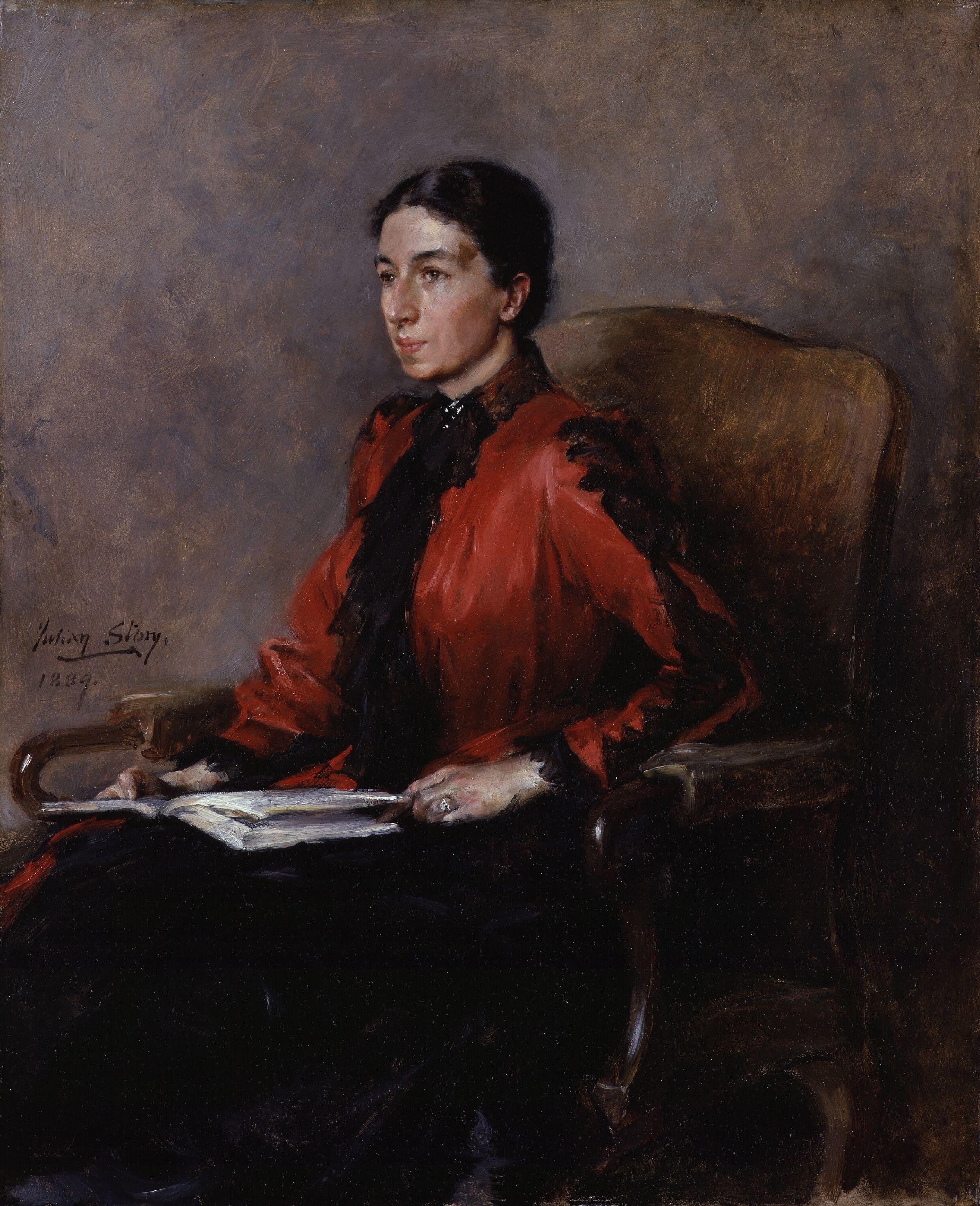
Портрет Мэри Уорд работы Джулиана Стори.

Свою профессиональную писательскую деятельность Мэри Уорд начала написанием статей для журнала Macmillan’s Magazine во время работы над книгой для детей, которая была опубликована в 1881 году под названием «Milly and Olly». Вслед за этим в 1884 году вышло её произведение об исследовании современной жизни — «Miss Bretherton», рассказывающее об истории актрисы. Известность Уорд вышла за пределы Великобритании — она стала известна в Соединенных Штатах. Ее книга «Lady Rose’s Daughter» стала самым продаваемым романом в США в 1903 году, как и «The Marriage of William Ashe» в 1905 году.
Кроме писательской, Уорд занималась общественной деятельностью. Она помогла основать организацию для работы и обучения среди бедных слоёв населения; работала в качестве воспитателя в движении Settlement movement. Принимала участие в создании организации Passmore Edwards Settlement, которая после смерти основателя стала называться Mary Ward Settlement, а в настоящее время известна как Mary Ward Centre.
Во время Первой мировой войны она обращалась к бывшему президенту Соединенных Штатов Теодору Рузвельту, чтобы написать серию статей, объясняющих американцам, что происходит в Британии. Она посетила окопы на Западном фронте, в результате чего написала три книги — England’s Effort — Six Letters to an American Friend (1916), Towards the Goal (1917) и Fields of Victory (1919).
Умерла 24 марта 1920 года в Лондоне, Англия. Была похоронена на кладбище St John the Baptist Churchyard города Aldbury, графство Хартфордшир.